# Ulvi Cemal Erkin
Ulvi Cemal Erkin (Estambul, 14 de marzo de 1906 - Ankara, 15 de septiembre de 1972 o 15 de octubre de 1972) fue un compositor turco,  uno de los miembros de Los Cinco Turcos que compusieron música clásica con melodías étnicas en el siglo XX. 

## Biografía
Ulvi Cemal Erkin nació en 1906 en Estambul como hijo de un funcionario. Su madre, al contrario de lo normal en la época, tuvo una educación superior. Sabía francés y tocaba el piano, talentos que luego enseñó a sus hijos. Cuando tenía siete años tuvo un profesor francés relativamente famoso en Estambul, llamado Mercenier. Más adelante siguió sus clases con un profesor italiano muy famoso que había venido desde Izmir; Adinolfi. En poco tiempo comprobó su talento musical gracias a su interés y disciplina. Fue a un instituto francés en Estambul donde conoció a profesores que habían tenido educación europea. Además, en esta escuela fundaron un grupo pequeño que tocaba música de cámara de Mozart, Haydn, Schubert, Liszt...etc. A partir de eso, Erkin conoció muchas obras y artistas que aumentaron su curiosidad e interés en la música clásica. 
Cuando el Imperio Otomano desapareció y fundaron la nueva República, Ulvi Cemal tenía 17 años. El nuevo gobierno buscaba jóvenes talentosos para enviarlos a Europa, para que luego crearán una nueva música turca a partir de los ensayos europeos. Hicieron concursos. El primero fue en el año 1925, en el que Ulvi Cemal fue uno de los tres ganadores para ir a París. Sin embargo, tuvo que tomar unas clases extras e intensas durante un año y medio para poder entrar al conservatorio musical de París, al que luego consiguió entrar. En París, tomó clases de armonía, contrapunta y composición. Acabó sus estudios en cinco años con notas muy altas y volvió a Ankara el año 1930 para ejercer de profesor en la nueva escuela de los profesores de música donde conoció a los demás miembros del grupo de Los Cinco Turcos que tuvieron más o menos un camino de educación parecido.
En la nueva capital, Ankara, componía obras de estilo nuevo mezcla de las tradiciones europeas y turcas. Trabajaba como pianista de la orquesta y daba clases en la escuela donde conoció a su esposa, Ferhunde Erkin, que era también una pianista muy talentosa. Se casaron en el año 1932. Dieron conciertos juntos tanto en Turquía como en Europa para introducir el nuevo arte. El concierto más importante podría ser en el año 1943, en Berlín, en los momentos más difíciles de la Segunda Guerra Mundial. Aun así, tuvieron mucho éxito y recibieron elogios de los críticos alemanes del momento. 
En los años 50, fue el jefe del conservatorio y la orquesta nacional. Además, dirigió la orquesta de la ópera de Ankara. Trabajó como profesor en varias escuelas de Ankara y como ton Meister en la radio. Tradujo muchas óperas al turco y amplió el repertorio. Compuso muchas obras y contribuyó al establecimiento de una nueva línea musical. Sinfonietta, 2. Sinfonía, Concerto de violín y Concerto de piano son sus obras más famosas. 
Ulvi Cemal Erkin compuso obras con melodías turcas y fáciles de recordar utilizando una armonía divertida. Su estilo es vertical, es decir, se basa en un establecimiento armónico. Sus obras claramente tienen elementos de la música folklórica unidos exitosamente con elementos armónicos. En su música se pueden observar influencias de Debussy y Ravel. Utilizó ritmos cojos con acordes de cuatro o cinco notas. Imitó la improvisación de la música folklórica. Los primeros movimientos de sus sonatas, conciertos y sinfonías generalmente son de la música europea. Los movimientos posteriores tienen elementos étnicos.  
En el año 1972 murió por un ataque de corazón.

## Las obras más importantes
Kocekce: Esta obra fue compuesta en el año 1943, tocada por primera vez en la radio de Ankara por la orquesta de filarmonía de Riyaseticumhur y dirigida por Dr.Ernst Praetorius. Consta de instrumentos de cuerda y percusión.
En la época del Imperio Otomano, los pequeños palacios y villas alrededor del Bósforo organizaban fiestas que duraban días. Las mujeres debían cubrir sus caras y estar escondidas en las partes del harén. Efectivamente, no se puede bailar sin mujeres; por lo tanto, los hombres se vestían de mujer, eran conocidos como kocek y acompañaban a otros hombres a bailar. Estos bailes hacen una fiesta de melodías a partir de varios ritmos combinados con las voces. Duraban alrededor de media hora y tenían todos los ritmos de Asia Menor. Estos bailes fueron bautizados como Kocekce. 
La obra, que fue compuesta para una orquesta poderosa, consta de muchas melodías diferentes con pequeños enlaces que las conectan, siendo éstas diferenciadas por el grupo de instrumentos que las dominan, aunque a lo largo de la composición casi siempre están presentes los instrumentos tradicionales de percusión, crótalos y pandereta. Cuando el tempo es lento toda la composición se centra en pocos instrumentos ya que el compositor pensó estos momentos para dar importancia a los solos.
En los años posteriores añadieron coreografías de ballet.
Segunda Sinfonía: Erkin compuso esta obra entre los años 1948-1958 para los instrumentos de cuerda y percusión. Hay tres movimientos: 1.Allegro, 2. Adagio, 3. Allegro “alla Kocekce”, tocados por primera vez en Alemania por la orquesta filarmónica de Múnich. 
Esta sinfonía se basa desde el principio en los elementos musicales turcos, aunque todas las melodías son compuestas por Erkin. 
En esta obra encontramos a un autor que piensa en turco pero trasmite sus pensamientos a partir de una estructura sinfónica y occidental. Su estilo es efectivo y persuasivo. Su orden orquestal es muy variado. 
La primera parte de la sinfonía es en forma sonata. El primer movimiento tiene influencia de la música tradicional artística turca, mientras que en el segundo movimiento notamos melodías de la música folk rica. Este segundo movimiento tiene un aire místico y religioso parecido al de la música de los sufis. Comienza con una tranquilidad y aumenta la tensión poco a poco de una manera muy dinámica. Después de llegar a la culminación, vuelve a su tranquilidad y acaba con un silencio. El tercer movimiento es de forma ronda, de nueve por ocho (3+2+2+2), que es un kocekce muy vivo. El tema principal se repite muchas veces y crea ambiente de baile. 
Sinfonietta: Esta obra fue escrita entre los años 1951-1959. La tocó por primera vez el 6 de mayo de 1966 por el Prof. Gotthold Ephraim Lessing por encargo de la Radio de Ankara. Es una pieza para los instrumentos de cuerda. 
En principio, Erkin compuso esta obra para sus estudiantes del instrumentos de cuerda del conservatorio. Sin embargo, después de acabarla cambió su de idea debido a la dificultad de la obra. Así que, esta obra obtuvo el lugar de una de las obras más importantes de Erkin. 
La obra tiene tres movimientos. 1. Allegro, que tiene forma de sonata inspirada por la música tradicional artística. Técnicamente requiere más mérito tocar esta parte. 2. Adagio. 3. Allegro, que, al igual que la segunda sinfonía, acaba con ritmos folklóricos y cojos de nueve por ocho.